# Brook Park (Ohio)
Brook Park es una ciudad ubicada en el condado de Cuyahoga en el estado estadounidense de Ohio. En el Censo de 2010 tenía una población de 19212 habitantes y una densidad poblacional de 984,71 personas por km².

## Geografía
Brook Park se encuentra ubicada en las coordenadas 41°24′15″N 81°49′14″O / 41.40417, -81.82056. Según la Oficina del Censo de los Estados Unidos, Brook Park tiene una superficie total de 19.51 km², de la cual 19.5 km² corresponden a tierra firme y (0.04%) 0.01 km² es agua.

## Demografía
Según el censo de 2010, había 19212 personas residiendo en Brook Park. La densidad de población era de 984,71 hab./km². De los 19212 habitantes, Brook Park estaba compuesto por el 92.19% blancos, el 3.25% eran afroamericanos, el 0.16% eran amerindios, el 1.57% eran asiáticos, el 0.01% eran isleños del Pacífico, el 0.88% eran de otras razas y el 1.94% pertenecían a dos o más razas. Del total de la población el 3.45% eran hispanos o latinos de cualquier raza.